# 23 Vulpeculae
23 Vulpeculae is de op een na helderste ster in het sterrenbeeld Vosje. Het is een drievoudige ster met een schijnbare magnitude van 4,52 en een afstand van 327 lichtjaar. 